# こどもの時間 (漫画)
『こどもの時間 』は、後藤晶による日本の成人向け漫画。
女子高生が三人の小学生たちに手籠めにされ、調教されてしまう。しかし、女子高生のほうも次第に変態として覚醒するようになる。
アダルトアニメ化もされているが途中で終わっている。

## 登場人物
泉早紀
女子高生。三人組に調教させられてしまうが思い出しては自慰をしてしまうなど次第に変態として覚醒する。代官山や渋谷で遊ぶとの発言をしていることから東京都民と思われる描写がある。調教されて変態になっていく自分がおかしいという自覚があり、それを周りに隠していることで複雑な感情も抱いているが一方ではそれが自分かもしれないと受け入れようともしている。高校一年生の時、実行委員を務めていた。バイブを入れられている描写があるが実は処女であるという描写もある。
筒巳良一
三人組の一人で金髪の少年。良と呼ばれることもある。作戦を立案し、実行するリーダー格。感情の起伏が激しく、からかってきた早紀を怒りから調教しようとしたこともあった。もともとは転校生であった。このことからメンバーたちの中では新参であったが他のメンバーとは一線を画す性知識と愛撫を披露して、リーダーとして認められた。
実は2年前に初恋の女性の調教シーンを目撃してしまう。それに気づいていた女性に誘われる形で調教行為を行っていたが、女性が本命の相手に捨てられた際に逆レイプを受けた末、自分の子を身籠ったと知らされる。まだ子供な自分に血がつながった「子供」がいるという事実が怖くてたまらず怯えていた。引っ越しを幸いに忘れようとしていたが、早紀に対してカミングアウトした結果、以前住んでいた町に向かうが女性は亡くなっており、施設に引き取られていた我が子と会う。
須賀光司
三人組の一人。転校生であった良一を自分たちのメンバーに引き入れた張本人。3人の中でも特に早紀をおもちゃ扱いし趣味が年より臭いと思われることがあるが、これが早紀に更なる調教をする切っ掛けともなる兄がおり、その兄からエロ本などを拝借していることから性知識にはそれなりに詳しい。
佐藤理
三人組の一人。眼鏡をかけており、三人の中では知的な印象が三人の中で一番初めに早紀をクンニしたり、初めて見た玩具に興味を非常に示すなど、かなり積極的。
早紀たちの母親たち
町内会やカラオケとかで盛り上がっている遊び人気質。当然、早紀が子供たちに調教されていることや子供たちの本性は知らない。
高木
早紀の学校の教師。
山本
早紀に告白した同じクラスの男子。とりあえずデートをしようとするが三人組も一緒にきたことで振り回されてしまい早紀と一緒になれず、てんてこまいとなる。最終的に早紀に告白を断られてしまう。
町田
光司たちに愛撫されていた三つ編みの女子小学生。その体験が心に刻み込まれた結果、日常に対して現実感を感じられずSNSで知り合った人物「S」の指示に従って露出プレイを繰り返していたが、顔を合わせたSが、かつて自分に快楽を教えた理だと知る。
光司の兄
エロ本に興味を持つなど年相応な男。
お姉ちゃん
良一の初恋の女性。名字は「木下」だが、ペンネームの可能性もあり。家庭を持つ小説家の男性と不倫をしていたが、男性の妻に子供が出来たことを切っ掛けに捨てられる。自暴自棄気味に良一とエッチをしたことで良一の子供を妊娠する。その後、シングルマザーとして良一の子を育てていたが、件の男性と無理心中をしでかして亡くなる。職業は絵本作家。出版社のパーティで男性と知り合う。

## 書誌情報
- 1. 2000年12月19日発売[18]、ISBN 4-87734-411-X
  2. 2002年5月10日発売[19]、ISBN 4-87734-541-8
  3. 2004年6月19日発売[20]、ISBN 4-87734-733-X